# Se agradece
Se agradece es el trigésimo álbum del grupo mexicano tropical Los Ángeles Azules, distribuido por la compañía discográfica Sony Music.
El álbum se enmarca en el estilo clásico tropical del grupo. Se caracteriza por la fusión entre la cumbia sonidera del grupo junto a otros ritmos como el pop, el rock y el urbano entre otros. Asimismo el 11 de abril de 2024, el álbum fue presentado junto al resto de los sencillos. Se desprenden del mismo, algunos sencillos como «Tú y tú», «El amor de mi vida», «A todos los rumberos» y «La cumbia triste» entre otros.
En este álbum, están incluidas las participaciones de Alejandro Fernández, María Becerra, Santana, Santa Fe Klan, Panteón Rococó y Cazzu entre otros.

## Lista de canciones
| N.º | Título                                                   | Duración |  |
| 1.  | «Tú y tú» (con Santa Fe Klan y Cazzu)                    | 3:37     |  |
| 2.  | «El amor de mi vida» (con María Becerra)                 | 3:04     |  |
| 3.  | «A todos los rumberos» (con Santana y Panteón Rococó)    | 4:31     |  |
| 4.  | «La cumbia triste» (con Alejandro Fernández)             | 3:30     |  |
| 5.  | «Nací en un pueblo de Latinoamérica» (con Eliades Ochoa) | 3:21     |  |
| 6.  | «Dime» (con Deorro y The Change)                         | 3:35     |  |
| 7.  | «Se agradece» (con Chico Trujillo)                       | 3:41     |  |
| 8.  | «Qué tontería» (con Horacio Palencia)                    | 3:04     |  |